# Xavier B. Saintine
Joseph Xavier Boniface Saintine (Parigi, 10 luglio 1798 – 21 gennaio 1865) è stato uno scrittore, poeta e drammaturgo francese.

## Biografia
Figlio di un professore di lettere al collegio "La Marche", aveva 5 fratelli, tra i quali il grammatico e pedagogista Alexandre Boniface (1785-1841). All'inizio seguì i corsi di medicina dell'Hotel-Dieu, poi si trasferì alla sede di rue du Vieux Colombier, dove conobbe, fra gli altri, Jacques-François Ancelot, Casimir Delavigne ed Eugène Scribe. Il commediografo Jacques-François Ancelot ricorda di quanto Saintine fu utile per la farsa di Scribe L'orso e il Pascià. Con lo stesso Ancelot scrisse un'opera dalla quale Carlo Pepoli trasse il libretto de I puritani di Vincenzo Bellini. 
Saintine racconta nei suoi scritti il motivo per cui non era interessato alla medicina (arriva a scrivere d'un giovane che impazzisce alla vista del sezionamento di un cadavere). Divenne segretario del conte Louis-Philippe de Ségur e iniziò la sua attività di poeta, romanziere e drammaturgo.
Si narra che la sua opera più famosa, Picciola, sia stata pubblicata grazie all'insistenza di un amico dell'Autore , lo storico Michel Masson. L'opera, edita nel 1836, venne insignita del Premio Montyon dell'Accademia di Francia, e gli valse la Croce della Legion d'Onore. Per questo libro, Saintine fu ringraziato privatamente da Louis Bonaparte ( il futuro Napoleone III), nel 1843, quand'egli si trovava recluso e solo, dopo il fallito colpo di Stato francese del 1840, nella fortezza di Ham. Narrazione che si sottrae a ogni classificazione, Picciola è una delicata meditazione: opera della genuina saggezza di un autore cristiano.
Nel romanzo Seul racconta la storia del pirata Alexander Selkirk, costretto a vivere in un'isola deserta. In Picciola, quella della prigionia politica del conte Charles Véramont de Charney, recluso in Piemonte per aver cospirato contro Napoleone Primo.
Scrisse circa duecento opere per la scena, spesso in collaborazione con altri, tra i quali Jacques Ancelot (v.: Teste rotonde e cavalieri, 1833, da cui Pepoli trasse il libretto per l'opera musicale I Puritani di Bellini).

## Opere

### Scritti vari
- 1815: Hommage aux braves morts le 18 juin 1815 au Mont Saint-Jean: seguito da: Suicide (pièce elegiaca), L'aigle et les lys (allegoria) e Stances sur l'Arc de Triomphe du Carrousel;
- 1817: La bonheur que procure l'étude, poema;
- 1823; Poëmes, odes, épîtres, ed. Didot;
- 1825: Jonathan le Visionnaire, racconti filosofici e morali;
- 1826: Histoire des Guerres d'Italie, Campagne des Alpes
- 1830: Histoire de la Civilisation antédiluvienne;
- 1832: Le mutilé
- 1834: Une maîtresse de Louis XIII, in 2 voll.;
- 1836: Picciola, (trad. it. Sonzogno, 1884; ed. Paoline, 1962  -traduzione e introduzione di Giuseppe Rigotti)
- 1837: Les Soirées de Jonathan, in 2 voll;
- 1839: Antoine, l'ami de Robespierre, (trad. it. Borroni & Scotti, 1845)
- 1844: Les Récits dans laTourelle: Un Rossignol pris au Trébuchet, etc.,
- 1846: Les Métamorphoses de la Femme;
- 1853: Les trois Reines;
- 1857: Seul!;
- 1860: Chrisna;
- 1860: Trois ans en Judée;
- 1861: La belle Cordière et ses trois amoureux;
- 1861: Le Chemin des écoliers, edizione illustrata da 450 vignette di Gustave Doré;
- 1862: Contes de toutes les couleurs: Léonard le cocher, etc.;
- 1862: La mythologie du Rhin, edizione illustrata da Gustave Doré;
- 1863: La Mère Gigogne et ses trois filles: La nature et ses trois règnes; causeries et contes d'un bon papa sur l'histoire naturelle et les objets les plus usuels, edizione illustrata da 171 vignette di Foulquier e Faguet,
- 1864: La Seconde Vie;

### Teatro
- 1820: Le Séducteur champenois, ou les Rhémois, commedia-vaudeville in un atto, con Charles Nombret Saint-Laurent e Armand d'Artois
- 1822: La Parisienne en Espagne, commedia-vaudeville in 1 atto, da una favola di Jean de La Fontaine, con Marc-Antoine Madeleine Désaugiers.
- 1822: L'Oiseleur et le pêcheur, ou la Bague perdue, vaudeville in 1 atto, con Carmouche e Ferdinand Laloue;
- 1823: Les Couturières, ou Le Cinquième au-dessus de l’entresol, vaudeville in 1 atto con Désaugiers e Nombret Saint-Laurent
- 1823: Julien ou Vingt-cinq ans d'entr'acte, commedia-vaudeville in due atti, con Armand d'Artois;
- 1823: Polichinelle aux eaux d'Enghien, tableau-vaudeville in 1 atto, con Armand d'Artois e Francis baron d'Allarde;
- 1823: L'Orage, commedia-vaudeville in un atto, con Armand d'Artois;
- 1824: Pinson, père de famille, ou la Suite de "Je fais mes farces", folie-vaudeville in un atto, con Désaugiers e Nombret Saint-Laurent
- 1824: La Curieuse, commedia-vaudeville in due atti, con Achille d'Artois e Armand d'Artois;
- 1825: Brelan d'amoureux, ou les Trois soufflets, vaudeville in 1 atto, con Nombret Saint-Laurent e Jean-Baptiste-Rose-Bonaventure Violet d'Épagny
- 1826: Le Capitaliste malgré lui, commedia-vaudeville in un atto, con Francis e Armand d'Artois;
- 1827: Le Jeune maire, commedia-vaudeville in 2 atti, con Charles Dupeuty e Félix-Auguste Duvert;
- 1827: Les Cartes de visite, ou Une fête de famille, vaudeville in 1 atto, con Nombret Saint-Laurent
- 1828: La grande duchesse, commedia-vaudeville in 1 atto, con Dupeuty e Ferdinand de Villeneuve;
- 1828: Le Sergent Mathieu, commedia-vaudeville in 3 atti, con Dupeuty e Villeneuve;
- 1828: Les enfants trouvés, commedia-vaudeville in 2 atti, con Dupeuty, e Duvert,
- 1828: Le page de Woodstock, con Dupeuty e Duvert;
- 1828: L'Art de se faire aimer de son mari, commedia-vaudeville in 3 atti, con Dupeuty e Villeneuve;
- 1828: Les Poletais, commedia-vaudeville in 2 parti, con Saintine e Villeneuve;
- 1829: La Paysanne de Livonie, commedia storica in 2 atti, con Villeneuve e Louis-Émile Vanderburch;
- 1830: Bonaparte, lieutenant d'artillerie, ou 1789 et 1800, commedia storica in 2 atti, con Nombret Saint-Laurent e Duvert
- 1831: Angélique et Jeanneton, commedia-vaudeville in 4 atti, con Dupeuty e Villeneuve;
- 1831: L'Entrevue, ou les Deux impératrices, commedia-vaudeville in 1 atto, con Michel Masson e Villeneuve;
- 1831: Robert-le-Diable, à-propos-vaudeville, con Villeneuve;[1]
- 1832: La Chanteuse et l'ouvrière, commedia-vaudeville in 4 atti, con Villeneuve;
- 1833: Têtes rondes et cavaliers, vaudeville in 3 atti, con Jacques-François Ancelot,[2] da questo lavoro è derivato il libretto di Carlo Pepoli per l'opera I puritani di Vincenzo Bellini.
- 1834: Le Mari de la favorite, commedia in 5 atti con Masson
- 1834: La Paysanne Demoiselle, vaudeville in 4 atti, con Michel Masson
- 1836: Picciola, con Michel Masson
- 1836: Madame Favart, con Michel Masson
- 1838: Les Deux Pigeons, commedia-vaudeville, in 4 atti, da J. de La Fontaine, con Michel Masson
- 1838: La Levée des 300,000 Hommes: vaudeville in 1 atto, con Michel Masson
- 1841: Mademoiselle Sallé, con Jean-François Bayard e Dumanoir.
- 1842: Le duc d'Olonne, opéra-comique in 3 atti, con Eugène Scribe, musica di Daniel Auber[3]
- 1845: Riche d'amour, commedia vaudeville in un atto, con Duvert, Dupeuty e Augustin Théodore de Lauzanne de Vauroussel;
- 1845: Une nuit terrible, vaudeville in un atto, con Charles Varin e Jean-Baptiste Dubois;
- 1848: Christophe le cordier, commedia-vaudeville in 2 atti, con Michel Masson

### Libretti
- 1828: Guillaume Tell, dramma-vaudeville in 3 atti, con Charles Dupeuty e Ferdinand de Villeneuve; musica di Adolphe Adam;[4]